# HLA-B27
El antígeno leucocitario humano B*27 (subtipos B*27:01-27:135) es un antígeno de superficie de clase I codificado en el locus B del Complejo principal de histocompatibilidad (MHC) humano en el brazo corto del cromosoma 6 y presenta péptidos endógenos procedentes de la degradación de proteínas en el núcleo o citosol de la célula a los linfocitos T citotóxicos (CD8+). 
HLA-B*27 está fuertemente asociado con una serie de enfermedades autoinmunitarias conocidas genéricamente como espondiloartropatías seronegativas.“ 
En la población general, cerca del 8% de los caucásicos, el 4% de los africanos, del 2-9% de los chinos y entre el 0,1 y el 0,5% de los japoneses poseen el antígeno HLA-B*27. En Escandinavia Meridional (Laponia), el 24% de la población es HLA-B*27 positiva mientras que solo el 1,8% tiene espondilitis anquilosante (EA).

## Serotipo
| Reconocimiento serotipo + B27 de algunos alelos HLA B*27 |     |   |          |
| B*27                                                     | B27 |   | Muestra  |
| allele                                                   | %   | % | size (N) |
| 2701                                                     | 100 |   | 9        |
| 2702                                                     | 67  |   | 417      |
| 2703                                                     | 88  |   | 26       |
| 2704                                                     | 97  |   | 34       |
| 2705                                                     | 97  |   | 1197     |
| 2706                                                     | 97  |   | 29       |

## Asociación con Espondilitis Anquilosante
La relación entre HLA-B*27 y algunas enfermedades no ha sido aún completamente dilucidada. Aunque está asociado con un amplio rango de patologías no parece ser el único factor en el desarrollo de la enfermedad. Por ejemplo, mientras el 90% de personas con espondilitis anquilosante (EA) dan positivo al antígeno HLA-B*27, solo una fracción de los individuos con este antígeno desarrolla la EA. Esto sugiere dos cuestiones importantes: ¿Por qué no todas las personas con HLA-B*27 desarrollan EA?, y ¿por qué gente sin este antígeno sí la desarrolla? La literatura sobre este tema no es concluyente, aunque se han sugerido varias hipótesis y la investigación continúa.
La espondilitis anquilosante puede considerarse como una artritis reactiva después de la infección por Klebsiella pneumoniae en pacientes HLA-B27 positivos.

## Otras patologías asociadas a B*27
Además de su relación con la espondilitis anquilosante, el HLA-B*27 está implicado en la artritis reactiva (síndrome de Reiter), ciertas patologías oculares como la uveítis y la iritis, la artritis psoriásica y la enfermedad de Crohn. Asimismo, la artritis reactiva está estadísticamente asociada con la espondilitis anquilosante.